# Tréma en français
 (octobre 2023).
Si vous disposez d'ouvrages ou d'articles de référence ou si vous connaissez des sites web de qualité traitant du thème abordé ici, merci de compléter l'article en donnant les références utiles à sa vérifiabilité et en les liant à la section « Notes et références ».
Le tréma est un signe diacritique de l'alphabet latin moderne. Son nom lui vient directement du grec trêma, trêmatos, qui signifie « trou » ou « points sur un dé ». Le tréma est utilisé en langue française dans les cas suivants :
- au-dessus d'un « e », d'un « i »  dans certains adjectifs et noms commun (ou au-dessus d'un « u » dans l'orthographe modifiée de 1990) ;
- au-dessus d'un « u », d'un « y » dans quelques noms propres (toponymes et patronymes) : Saül, Haüy, Taÿgète, Aÿ, Moÿ-de-l'Aisne, Faÿ-lès-Nemours, L'Haÿ-les-Roses, Bienvenüe, etc. ;
- au-dessus d'un « a », d'un « o », d'un « u » dans des emprunts à des langues étrangères (par exemple, l'allemand ou le suédois) dont on a gardé l'orthographe.

Il possède plusieurs fonctions : 
- il indique qu'il faut prononcer séparément deux graphèmes au lieu de les considérer comme un digramme (diérèse) ;
- il rend une voyelle muette ;
- il représente un signe d'umlaut germanique.

## Exemples
Assez rare en français, le tréma se rencontre par exemple dans les mots suivants :
- ë : aiguë*, ambiguë*, béguë*, bisaiguë*, boësse, boëte, canoë, ciguë*, contiguë*, exiguë*, foëne, maërl, moëre, taël, Azraël, Gaël, Gwenaël, Ismaël, Israël, Joël, Judicaël, Maëline, Michaël, Nathanaël, Noël, Raphaël, Staël. Les mots « goëland » et « poëme » de graphie archaïque peuvent exister dans le langage poétique ;
- ï : aïe, aïeul, ambiguïté*, amuïssement, archaïque, astéroïde, baïonnette, coïncider, haïr, laïc, laïus, maïeutique, maïs, naïf, ouïe, ouïr, païen, pagaïe (variante de pagaille), paranoïa, stoïque, voltaïque, Loïc, Maïlys, etc. ;
- ü : capharnaüm, Ésaü, Emmaüs, haüyne, Saül, Bienvenüe, aigüe.
- ÿ : Aÿ-Champagne, L'Haÿ-les-Roses, Loÿs

(*) Pour montrer que le u dans « -gu » se prononce, les rectifications orthographiques du français en 1990 recommandent, pour les mots marqués d'un astérisque, le tréma sur le u et non plus sur la voyelle muette le suivant (plus le fait de calquer « ambigüité » sur « ambigüe »). Toujours dans la même optique, elles recommandent également les graphies à tréma crapaüter, argüer, gageüre, mangeüre, rongeüre, vergeüre au lieu de crapahuter, arguer, gageure, mangeure, rongeure, vergeure.

### Nom de pays avec tréma
Azerbaïdjan, Caïman, Dubaï, Haïti, Israël, Koweït, Thaïlande, Taïwan et Zaïre.
Hawaii peut s'écrire avec deux i, ou avec un tréma (Hawaï).

## Histoire
L'utilisation de ce diacritique remonte au XVIe siècle, époque à laquelle on a copié les usages grecs (cf. Diacritiques de l'alphabet grec). Il semble que ce soit John Palsgrave qui, le premier, l'ait introduit en français vers 1530, à moins qu'il ne s'agisse de Jacobus Sylvius. Il a ensuite été imité par les imprimeurs de son temps. Cependant, les premiers usages ont été assez fluctuants concernant et son utilité et son placement. Ainsi, on trouve dans l'édition de 1548 de l'Art pöétique François de Thomas Sébillet pöéte, poéte, Möise, Moïse, Déiphobé, Déïphobé, etc.

## Diérèse
Quand des voyelles constituant habituellement un digramme doivent être prononcées séparément, l'orthographe l'indique habituellement par l'usage du tréma. Celui-ci est toujours porté par la seconde voyelle du digramme.
Par exemple, dans le mot « mais », le digramme « ai » représente la voyelle unique /ɛ/ (comme dans père). L'adjonction du tréma permet d'obtenir la diérèse : « maïs » devient /mais/, en deux syllabes. D'une manière semblable, pour éviter que le « u » soit considéré comme une lettre diacritique dans le groupe « gu » servant à noter le phonème /ɡ/ (de gare) devant « e », on utilise le tréma, comme dans « aiguë »/« aigüe ».
Un accent circonflexe, dans l'unique mot « piqûre », tient une fonction similaire : il indique ici que « q » est suivi directement de /y/ et qu'on ne doit pas lire /pikr/[réf. nécessaire] (les rectifications orthographiques du français en 1990, qui prônent l'abandon, sauf en cas d'homonymie et de conjugaison, de l'accent circonflexe sur le u et le i, orthographient donc « piqure »).

## Signe d'effacement
Le tréma sur une voyelle sert aussi à indiquer que celle-ci est muette. Cette orthographe est ancienne et est bien attestée, surtout dans des groupes « eu » qu'on lisait /y/, le « e » étant devenu muet. L'orthographe ayant hésité entre une graphie « ëu » ou « eü » et « û » s'est fixée sur « û » à la fin du XVIIIe siècle. Ainsi, le mot « mûr » pouvait être écrit « mëur » (ou, plus simplement « meur »). Consulter « Accent circonflexe en français » pour d'autres détails.
Un patronyme comme « de Staël » /stal/ (cf. Madame de Staël) porte la trace de cet archaïsme. Il en est de même pour Saint-Saëns (/sɛ̃sɑ̃s/ ou /sɛ̃sɑ̃/) (cf. Camille Saint-Saëns).

## Umlaut
Certaines langues germaniques (allemand, suédois, islandais) marquent la métaphonie (ou « umlaut », modification du timbre d'une voyelle) par un signe proche du tréma. Dans des emprunts, le tréma a pu être utilisé pour garder le signe germanique, principalement sur une voyelle « o », qui devient alors /œ/ ou /ø/ : « maelström » /malstʁœm/ (du norvégien mælstrøm via le néerlandais), « Angström » ou « Ångström » /aŋɡstʁœm/, physicien suédois et unité de mesure. Il paraît aussi sur un « a » pour le faire devenir /æ/ ou /ɛ/, et sur un « u » pour le faire devenir /y/ (le même de l'« u » français, auquel cas il est omis souvent dans les emprunts). En allemand, on n'omet pas simplement le signe diacritique lorsque le caractère accentué n'est pas disponible dans le jeu de caractères utilisé, comme on peut le voir en français dans les titres en lettres capitales par exemple, mais on remplace systématiquement l'umlaut par un e placé après la lettre qui devrait le porter, c'est pourquoi il est correct d'écrire Müsli ou Muesli, pour l'Allemand standard de l'Allemagne (mais en Suisse, l'orthographe de l'Allemand standard suisse pour le mot est Müesli).
De même, certaines langues finno-ougriennes (hongrois, finnois, estonien) et turciques (turc, azéri, turkmène), fortement influencées par la graphie des langues germaniques, ont adopté le tréma dans ce but de modification de timbre de voyelles.